# Salamandra lusitànica
La salamandra lusitànica (Chioglossa lusitanica) és una espècie d'amfibi urodel de la família Salamandridae. És l'únic membre del gènere Chioglossa.
Es troba al nord-oest de la península Ibèrica a altituds de fins a 1,300 m.

## Característiques
Són salamandres menudes; els exemplars adults arriben a una llargada màxima de 16 cm i la cua fa uns 2/3 de la longitud total. La femella pon uns 10-35 i les larves viuen dins de l'aigua.
Aquesta espècie es troba amenaça a causa de la pèrdua d'hàbitat.